# Palo (religión)
Palo, palería, congo, palo monte, palo mayombe o regla conga es una religión afroamericana, politeísta, sincrética y animista derivada de la religión kongo —originaria de la etnia homónima—, del espiritismo que se desarrolló en Cuba. Esta está formada por un grupo de denominaciones estrechamente relacionadas, con orígenes bantúes, desarrolladas por esclavos de África Central —específicamente de la cuenca del Congo— que fueron llevados a Cuba en la época colonial.
El Palo enseña la existencia de una deidad creadora, Nsambi o Sambia, que interviene en los asuntos humanos. En el Palo es fundamental la nganga o prenda, un caldero de hierro en el que se introducen huesos humanos, palos y otros objetos. Se cree que está habitada por el espíritu de un difunto, que se convierte en esclavo del palero o palera. El practicante ordena a la nganga que cumpla sus órdenes, típicamente para curar pero también para causar daño. Los nganga creados principalmente para actos benévolos son bautizados; los creados en gran medida para actos malévolos se dejan sin bautizar. La nganga se «alimenta» con la sangre de animales machos sacrificados. Se emplean diversas formas de adivinación para determinar mensajes de los espíritus.
El Palo se divide en múltiples tradiciones, como Mayombe, Briyumba y Kimbisa, cada una con sus propios aproximaciones a la religión. El palo se practica sobre todo en el oriente de Cuba, aunque se encuentra en toda la isla y se ha extendido al extranjero, incluso a otras partes de América, como Venezuela, Colombia y Estados Unidos. Muchos paleros y paleras también practican otra religión afrocubana, la santería. Los practicantes se han enfrentado en varias ocasiones a las fuerzas del orden por participar en el robo de tumbas para conseguir huesos humanos para sus nganga.
El Palo guarda cierta relación con la santería, otra religión afroamericana, la cual se originó también de la misma manera, aunque derivada de la religión yoruba de la zona del golfo de Guinea. Asimismo, esta religión también tiene relación con la sociedad abakuá. De hecho, muchos de los paleros también suelen adherirse a la santería, a la abakuá, el vudú o al catolicismo de manera simultánea. Sin embargo, la propia Iglesia católica rechaza el sincretismo con estas creencias y las señala como contrarias a su doctrina.

## Historia

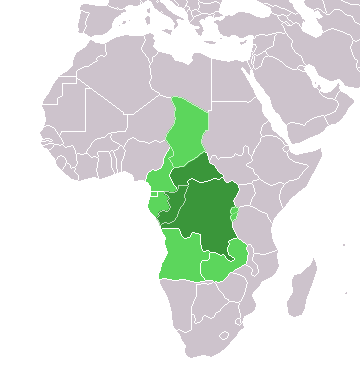
Países de África Central: en verde oscuro los más universalmente reconocidos y en verde claro los que algunas veces se consideran parte de esta región

La historia del palo monte se remonta a la región de Camerún, antes de la emigración de los bantúes hacia el sur y radicarse estas tribus en el centro de África (Angola, Cabinda, el Congo). De donde radicaban esas influencias religiosas entrelazadas de la región del río Congo en África Central, procedían un gran número de esclavos que fueron primero traídos a Cuba y luego a La Española (Haití-Santo Domingo).
Una gran parte de los cantos e invocaciones litúrgicos del Palo Congo se recitan en lengua palera (una mezcla de castellano y kikongo). Esto ha sido el resultado de la pérdida sustancial del idioma kikongo entre los devotos cubanos, y de las yimbula o yimbila (cantos) originales en infinidades de templos. Otras influencias fueron introducidas a través de su presencia en diversos países de Hispanoamérica.
Desde mediados del siglo XX el Palo Congo comenzó a extenderse fuera de las comunidades cubanas, a los Estados Unidos, Venezuela, Colombia, República Dominicana y Puerto Rico. Tras su expansión en territorio mexicano, el número de practicantes en este país es actualmente significativo. Sin embargo, los taitas mexicanos y venezolanos, como resultado de una interpretación heterodoxa del culto -o el desconocimiento de las bases de la religión y sus ritos, según críticas de figuras religiosas en la isla-, ejercen la religión de una manera poco apegada a los orígenes congoleses. Aunque la gran mayoría de los practicantes son personas racializadas (personas negras) cubanas, hay un incremento de devotos no afrolatinos, así como angloamericanos. No obstante, las casas de Palo en la isla suelen permanecer fieles a sus orígenes congoleses. Gran parte de las reuniones de Palo o, en su defecto, fiestas de Palo, se ofrecen en los hogares de los propios líderes.
El número aproximado de seguidores de Palo Congo en el Caribe no se conoce debido a la inexistencia de suficientes investigaciones, trabajos de naturaleza etnoestadística que permitan no solo problematizar la presencia de estos grupos y su valor, sino también parametrar, cuantificar esta población. El Atlas Etnográfico de Cuba, única base de datos de naturaleza antropológica que permite un acercamiento superficial a la cultura cubana, no recoge ninguna referencia al Palo Mayombe. 
En cuanto al grupo étnico de los devotos, suelen ser en su mayoría negros, mulatos y un cierto número de adeptos de raza blanca, en su gran mayoría se encuentran bautizados en la Iglesia católica.

## Sistema de creencias y rituales
Es una magia conocida por mantener la balanza del bien (mbote) y el mal (mbi).
El sistema de creencias del palo congo reside en dos pilares:
1. La creencia en los poderes naturales, y
2. la veneración de los espíritus de sus ancestros.

Un cierto número de espíritus llamados mpungu habitan dentro de los nkisi (medicina sagrada o fuerzas naturales). Los mpungu son bien conocidos en el nombre y el ritual, y son venerados como dioses. Ellos son entidades poderosas, pero situadas debajo del dios Zambi el Alto o Nzambi, considerado el dios supremo. Asimismo, los paleros reconocen la existencia de fuerzas negativas conocidas como los ndokis.
Por otro lado, de acuerdo con Ana Stela de Almeida Cunha, en la palería «la muerte no es una ruptura sino una extensión de la vida», de manera que «el antagonismo entre vida y muerte pierde cierta validez». Así, los fallecidos seguirían interviniendo positiva o negativamente en la vida cotidiana de las personas.

### Ngangao prenda

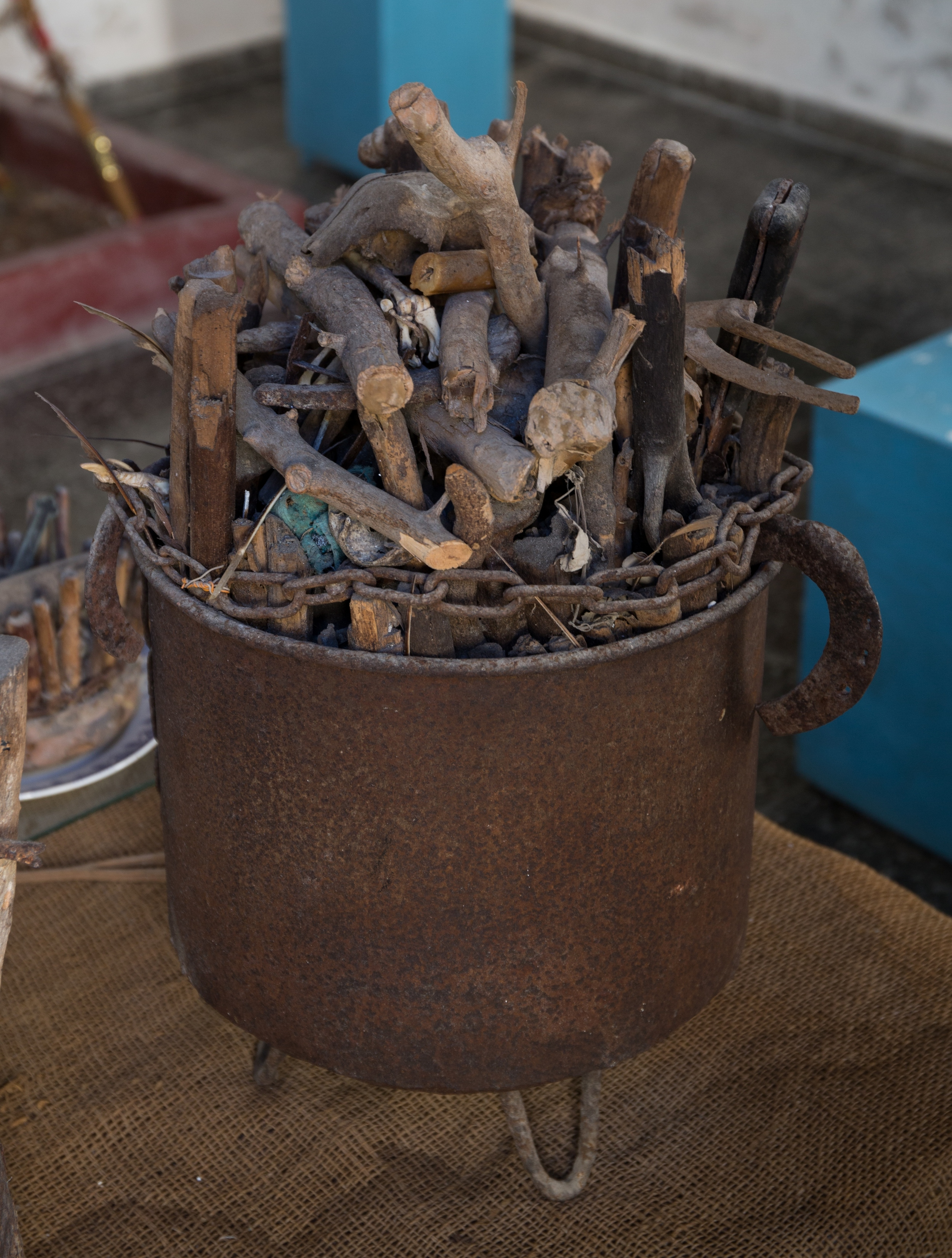
Un nganga o prenda en el Museo de Guanabacoa de Cuba

Los objetos naturales —especialmente los palos— son considerados con poderes infundidos por espíritus. Estos objetos son conocidos como nganga o prenda y son el objeto central de ritos mágicos del palo y su práctica religiosa. El culto y la práctica del palo se centra sobre este altar o receptáculo. Es un espacio consagrado lleno de tierra sagrada, palos, restos humanos y otros objetos. Cada nganga o prenda está dedicada a un espíritu nkisi específico. Este espacio religioso está también habitado por un muerto o el espíritu de un muerto (en raras ocasiones, el antepasado directo del dueño del objeto), que actúa como guía para todas las actividades religiosas que se relacionan con el nganga.
Para realizar el nganga no siempre son necesarios todos los restos humanos, sino que muchas veces basta con una sola pieza. Según la palería, es el propio muerto quien indica qué debe llevar la nganga, incluyendo la pieza ósea a ser tomada. A este muerto se le denomina nfumbi.
Asimismo, la tumba que se profanará debe cumplir con ciertos requisitos como no tener menos de cinco años de fallecido, contar con una lápida identificada con nombres, fechas de nacimiento y deceso y conocerse el estilo de vida de la persona. Esto último debido a que si, por ejemplo, el muerto se suicidó o murió en situación de calle, posiblemente llevaría al iniciado hacia ese camino, según la palería. De igual manera, se debe hacer algún tipo de pago para obtener la protección por parte del difunto, haciéndose un pacto con este y estableciendo la finalidad de la relación.
Los rituales de los paleros comúnmente se realizan en una casa donde vive el taita-nganga o mama-nganga a la cual se denomina muna-nso, que significa simplemente «la casa». Dentro de esta casa existe una habitación exclusiva para actividades religiosas la cual se conoce como nso-nganga, cuyo significado es «la casa de la nganga» y que es específicamente a la que se le considera como un templo. Aunque también, por extensión, se considera nso-nganga al lugar donde se reúne la cofradía palera o la cofradía misma.

### Formas de ingresar a la palería
Independientemente de la rama en la que se trabaje, es un tata o padre-nganga quien tiene facultades para realizar una consulta investigativa a fin de saber si el solicitante es aceptado a o no por la nganga y por el munanzo que visita. En caso de ser aceptado por la nganga se procederá a realizar los preparativos para el «rayamiento» del postulado. Este «rayamiento» consiste en realizar cortes o escarificaciones ligeras en forma de cruz en varias partes del cuerpo, haciendo sangrar al iniciado. De esta manera, se establece un «pacto de sangre» con el nfumbi que formará el nganga. Tras esto, el neófito se vuelve «ahijado» de su iniciador y adquiere el grado de tata-nkisi (masculino) o yaya-nkisi (femenino).

### Métodos de adivinación
Los métodos de adivinación usados en palo congo son varios. Un método tradicional, llamado vititi mensu, para «ver» o «adivinar» es usando el cuerno de un animal santificado tapado con un espejo. Otro método es a través de los chamalongos (conchas de coco), los cuales se arrojan y expresarían la respuesta del muerto.

### Patimpembas
En la palería existe una serie de símbolos a ser dibujados para la realización de ciertos rituales. Cada uno cuenta con un significado específico. Estos reciben distintos nombres como patimpembas, firmas, tratados, gandó, katikanpolo munantoto, atororó naguí o negú. Estos son usados por el sacerdote (taita-nganga o mama-nganga) para comunicarse con el mundo espiritual.

### Saludo e identificación pública
Los comúnmente llamados paleros suelen saludarse con la frase nsala malekum, con su respectiva respuesta malekum nsala. Esta expresión es parecida a la expresión árabe as-salāmu ʿalaykum («paz sobre ustedes»), con su respuesta wa-ʿalaykumu s-salām, comúnmente usadas tanto por la población árabe como la musulmana. Sin embargo, dentro de la palería esta expresión tiene varias acepciones: una de ellas significaría «bendición para ti, bendición para mí»; y, según Jesús Fuentes y Armin Schwegler, el término nsala se aproximaría a la otra palabra del kikongo sála, que se refiere a «trabajar mágicamente», en referencia a la «obra-trabajo» que se le solicita a los mpungos y ancestros.

### Sincretismo
El sincretismo religioso, en particular el uso de la cruz cristiana (con la imagen de Jesús crucificado) e imágenes de santos católicos como representaciones de nkisi, pueden ser vistas en algunas casas palo llamadas «palo cristiano». La cruz de Nkunia Nfinda Malongo (palo monte), nada tiene que ver con la cruz cristiana.

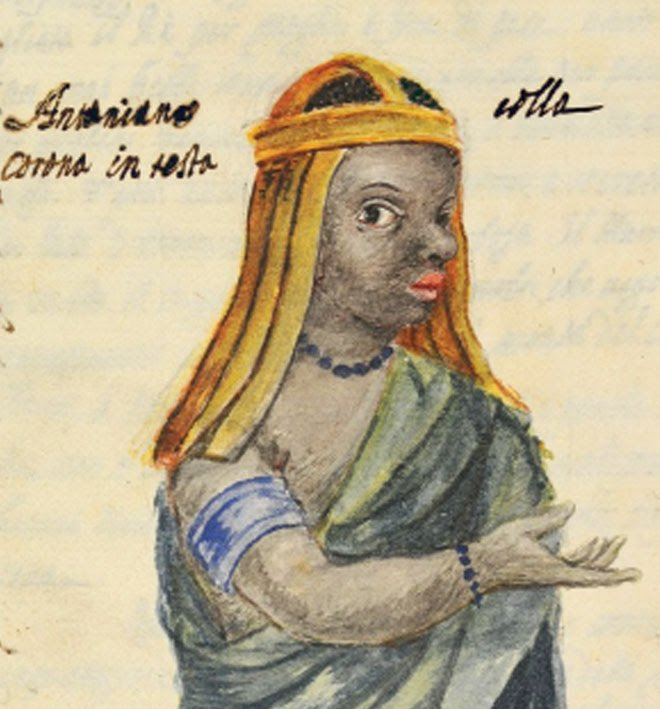
Kimpa Vita

El Reino del Congo se había convertido oficialmente al catolicismo mientras fue una nación independiente desde los años 1400 y el movimiento sincretista afrocatólico se extendió durante la era de la esclavitud, alcanzando mayor altura bajo el liderazgo de Kimpa Vita —una profetisa congoleña, 1684-1706—, quien promovió a San Antonio de Padua como «un segundo dios». Así que es evidente que mucho del sincretismo dado en el palo cristiano, en contraposición al palo judío, se produjo ya en África y no en Cuba.  
La identidad de nkisi es nebulosa porque los autores, por otro lado, considerados intrusos a la religión o procedentes de casas de palo cristiano, han intentado asociar nkisi con los orishas de la santería, que es una religión diferente sincretismo de catolicismo y religión yoruba.
Así la entidad Nsambi Munalembe —también conocido como Nsasi, Señor de los Siete Rayos, y otros nombres distintos— se ha equiparado con santa Bárbara (en el catolicismo) o Changó en la santería.
A causa del sincretismo con el espiritismo de Allan Kardec, en muchas casas palo se oficia una misa espiritual, en razón de identificar a los espíritus principales que ayudaran a desarrollar una vida. Estos guías a menudo hablan por posesión, y pueden dar un consejo directo.

## Panteón
El nivel más alto del panteón de la religión palo es ocupado por el dios creador, Nzambi. Los mpungu (o kimpungulu, en plural) son espíritus o deidades encapsuladas en naves o centros (nkisi) representando aspectos de la naturaleza, tales como truenos, agricultura, viento, etc. Otros espíritus que habitan en los nkisi son los nfuri (espíritus vagabundos o fantasmas), bakalu (espíritus de ancestros) y nfumbe (espíritus anónimos).
| Tipo                 | Deidad          | Otros nombres | Atributos | Sincretismo o equivalente católico  | Equivalente yoruba/santero |
| -------------------- | --------------- | --- | --- | ----------------------------------- | -------------------------- |
| Deidades principales | Nzambi          | Nsambi, Sambia, Nsambiampungo, Pungun Sambia, Sambia Liri, Sambia Surukuru, Sambi Bilongo                               | Actualmente no se le considera un mpungu, sino un dios alto, creador del universo                              | Yahveh                              | Olofin                     |
| Deidades principales | Lungombe        | Lukankanse, Kadiampembe, Lukankazi                                                                                      | Deidad negativa                                                                                                | Satanás                             | -                          |
| Mpungo               | Kobayende       | Cobayende, Pata Llaga, Tata Pansua, Tata Nfumbe, Tata Funde, Tata Fumbe, Pungun Futila, Tata Kañeñe                     | Dios de la muerte y de las enfermedades                                                                        | San Lázaro                          | Babalú Ayé                 |
| Mpungo               | Mariwara        | Pungu Mama Wanga, Centella Ndoki, Yaya Ndoki, Mariwara, Mama Linda, Campo Santo                                         | Custodio de la puerta entre la vida y la muerte                                                                | Santa Teresa                        | Oya Yansa                  |
| Mpungo               | Gurunfinda      | - | Dios del bosque y de las hierbas                                                                               | San Norberto Nonato o San Silvestre | Osain                      |
| Mpungo               | Nkuyu           | Nkuyo, Mañunga, Lubaniba, Lucero                                                                                        | Dios de los 21 caminos                                                                                         | Santo Niño de Atocha                | Eleggua o Eshu             |
| Mpungo               | Má Lango        | Madre de Agua, Kalunga, Mama Kalunga, Pungo Kasimba, Mama Umba, Mbumba Mamba, Nkita Kiamasa, Nkita Kuna Mamba, Baluande | Diosa del agua y la fertilidad                                                                                 | Virgen de Regla                     | Yemayá                     |
| Mpungo               | Chola Wengue    | Mama Chola, Chola Nengue, Chola Wengue                                                                                  | Diosa de la riqueza y los placeres                                                                             | Virgen de la Caridad del Cobre      | Ochun                      |
| Mpungo               | Kimbabula       | Kabanga, Madioma, Mpungo Lomboan Fula, Nsambia Munalembe, Tonde, Daday, Munalendo, Padre Tiempo                         | Dios de la adivinación y los vientos                                                                           | San Francisco de Asís               | Orunmila                   |
| Mpungo               | Surumba Mukalla | Watariamba, Nkuyo Lufo, Nguatariamba Enfumba Bata, Saca Empeño, Cabo Rondo, Vence Batalla                               | Dios de la caza y la guerra                                                                                    | San Juan Bautista                   | Ochosi                     |
| Mpungo               | Siete Rayos     | Nsambi Munalembe, Nsasi, Mukiamamuilo, Mariwanga                                                                        | Dios del trueno, el fuego, representa también todas la imperfecciones y virtudes del hombre y la belleza viril | Santa Bárbara                       | Changó                     |
| Mpungo               | Ma Kengue       | Yola, Tiembla Tierra, Pandilanga, Mama Kengue                                                                           | Espíritu de la sabiduría y la justicia                                                                         | Virgen de las Mercedes              | Obatala                    |
| Mpungo               | Sarabanda       | Zarabanda, Rompe Monte                                                                                                  | Deidad del trabajo y la fuerza                                                                                 | San Pedro                           | Ogun                       |

## Organización
Dentro de la palería no existe una autoridad suprema centralizada como sucede en otras religiones. Sin embargo, en cada nso-nganga existe una autoridad máxima: taita-nganga (masculino) o mama-nganga (femenino). No obstante, las decisiones suelen tomarse colectivamente bajo una normativa basada en la tradición, aunque siguiendo la interpretación de cada taita-nganga o mama-nganga. La estructura organizativa no se define por el sexo del individuo, sino por el grado de iniciación, los cuales se establecen a través de rituales de paso.
Solo los participantes de un nso-nganga que han pasado por un ritual de iniciación son propiamente nganguleros.
De acuerdo con Ralph Alpizar y Guillermo Calleja, la estructura de cada nso-nganga se establece de la siguiente manera:
| Figura                    | Función social                                                                          | Función gobernativa                                | Función administrativa                                                                 | Función judicial       | Función política                   | Función religiosa                                                                                                | Carácter del cargo      |
| ------------------------- | --------------------------------------------------------------------------------------- | -------------------------------------------------- | -------------------------------------------------------------------------------------- | ---------------------- | ---------------------------------- | --- | ----------------------- |
| Tata-nganga o mama-nganga | Mayor prestigio                                                                         | Máxima autoridad                                   | Guardar los fondos comunitarios                                                        | Juez que impone multas | Intermediario con otros nso-nganga | Preside todas las actividades religiosas                                                                         | Iniciático, no electivo |
| Madrina-nganga            | Estatus intermedio, inferior al tata-nganga o mama-nganga (junto con el mayordomo)      | Suplente o delegada del taita-nganga o mama-nganga | Responsable del orden interno y asignar tareas a los miembros (junto con el mayordomo) | -                      | -                                  | Cuidado de la nganga y suplencia de tata-nganga o mama-nganga                                                    | Iniciático, no electivo |
| Mayordomo o boca-fula     | Estatus intermedio inferior, al tata-nganga o mama-nganga (junto con la madrina-nganga) | Similar a madrina-nganga                           | Similar a madrina-nganga                                                               | -                      | -                                  | Similar a madrina-nganga, pero también tiene la atribución de encender la fula (pólvora) en los ritos necesarios | Iniciático, no electivo |

Otras figuras del nso-nganga:
| Figura                | Ngangulero | Adscrito al nso-nganga | Función dentro del nso-nganga | Estatus             |
| --------------------- | ---------- | ---------------------- | --- | ------------------- |
| Adeptos               | No         | No                     | Ninguna. Algunos suelen visitar varios nso-nganga y no uno en concreto. Solo puede participar en ciertos rituales. A veces se convierten en ahijados espirituales.                                                                             | Ninguno             |
| Ahijados espirituales | No         | Sí                     | Ninguna. Suelen visitar asiduamente el nso-nganga para obtener un mínimo de instrucción religiosa necesaria para convertirse en guatoko. | Ninguno             |
| Guatoko o pino nuevo  | Sí         | Sí                     | Tiene diversas tareas dependiendo de lo que se le encomiende como cocinar, lavar y limpiar el muna-nso o el nso-nganga, así como hacer conseguir ciertos objetos.                                                                              | Inferior            |
| Nweyo                 | Sí         | Sí                     | Realizan diversas tareas dependiendo de lo que le encomiende un ngangulero superior como vigilar la entrada del muna-nso o del nso-nganga, vigilar la nganga, llevar mensajes a otros nso-nganga o buscar ciertos elementos para algún ritual. | Superior al guatoko |
| Criados-prenda        | Sí         | Sí                     | Sirven como médiums para ser «poseídos» por los espíritus. | Superior al nweyo   |

## Religiones relacionadas
Las religiones del Congo llegaron a América por rutas diferentes además de Cuba. En Brasil la religiones del Congo son conocidas como umbanda, quimbanda y candomblé del Congo o condomblé de Angola. La más cercana a la tradición del palo cubano es el quimbanda.
En Jamaica, las Bahamas y las Islas Vírgenes, las religiones basadas en el rito congo son llamadas kumina o cuando son vistas solo como forma mágica sin el ritual litúrgico son llamadas obeah.
Estrechamente relacionadas con palo en la práctica, pero que como obeah deja de lado los aspectos teológicos y litúrgicos, es la forma de magia popular conocida como hoodoo (mala suerte), conjura o trabajo con raíces. La similitud notable entre estas tradiciones es que el centro de estas creencias radican en el rito del Congo.